# Adelsfors bruk
Adelsfors bruk var en stångjärnssmedja i Sjösås socken, Växjö kommun, Småland. Bruket inlämnade anläggningsanmälan till Kommerskollegium den 8 juni 1877. Bruket anlades vid ett fall till Lidboholmsån som drev stångjärnshammaren. Grundare var Adolf August Löfgren som 1876 flyttade in till Knabbarödje i Sjösås sn från Kolsboda i Hornaryds socken, där han hade varit delägare i Holmafors knipp- och spiksmedja. Bruket övertogs omkring 1894 av sonen Gustaf Löfgren. 1902 brann smedjan ner och driften upphörde. Bruket var det sista i Värend som hade någon betydande stångjärnsproduktion. 
Bruket hade ej masugn, utan tackjärn inköptes och färskades, tillsammans med smidesskrot, av två Franche-Comté härdar. 
Bruket skulle egentligen ha hetat Adolfsfors efter grundarens förnamn, men då det redan fanns ett Adolfsfors bruk i Värmland, ändrades namnet till det i folkmål snarlikt ljudande Adelsfors.

## Källhänvisningar
1. ↑  ”Carl Sahlins bergshistoriska samling”. Arkiverad från originalet den 21 april 2019. https://web.archive.org/web/20190421115732/http://130.242.29.70/klara/public/volume/VolumeView.jsp%3FVolumeID%3D5473. Läst 21 april 2019.
2. 1 2 3  Eile, Axel (1959). ”Värends sista stångjärnssmedja”. Sjösåsboken, Andra delen. Sjösås pastorats Hembygds- och Fornminnesförening. sid. 98. Läst 21 april 2019
3. ↑  ”Geografiskt-statistiskt handlexikon öfver Sverige, Projekt Runeberg”. https://runeberg.org/rosenberg/1/0733.html. Läst 21 april 2019.
4. ↑  Sune Jönnson och Alexandra Nylén. 1998 års fornminnesinventering i Kronobergs län, Alvesta och Växjö kommuner. sid. 19. ISSN 1403-5308. https://www.raa.se/publicerat/rapp2008_12.pdf.